# فردریک یوسن
فردریک یوسن (انگلیسی: Friedrich Joussen؛ زادهٔ ۱۹ آوریل ۱۹۶۳) کارآفرین و مدیر اجرایی اهل آلمان است، که هم‌اکنون به‌عنوان مدیرعامل گروه تی‌یوآی فعالیت می‌کند.